# Norah Jones
Geethali Norah Jones Shankar (sinh 30 tháng 3 năm 1979), với nghệ danh là Norah Jones, là một nữ ca sĩ kiêm nhạc sĩ, diễn viên và nhạc công chơi piano, guitar, keyboard người Mỹ mang trong mình các dòng máu Anglo, Ấn Độ và Bengal. Cô là con gái của nghệ sĩ đàn sitar nổi tiếng người Ấn Độ, Ravi Shankar, chị em cùng cha khác mẹ với Anoushka Shankar.
Cô khởi nghiệp năm 2002 với album mang tên Come Away with Me thuộc thể loại jazz, soul, folk, đồng quê mang âm hưởng khơi gợi và buồn rầu. Album đã được chứng nhận đĩa kim cương bởi RIAA khi bán được tới 26 triệu bản trên toàn cầu. Với album này cô nhận được 5 giải Grammy trong đó có các hạng mục lớn nhất bao như "Thu âm của năm" và "Nghệ sĩ mới xuất sắc nhất".
Nối tiếp thành công đầu tiên, Norah Jones phát hành thêm hai album phòng thu Feels Like Home và Not Too Late vào các năm 2004 và 2007. Cô còn tham gia trong lĩnh vực phim ảnh, nổi bật nhất là vai chính Elizabeth trong phim My Blueberry Night (2007) của đạo diễn Vương Gia Vệ. Album năm 2009 của cô The Fall tiếp tục được chứng nhận đĩa bạch kim, bán được hơn một triệu bản khắp thế giới. Tất cả các album trên luôn nhận được sự đánh giá cao của giới phê bình âm nhạc. Album phòng thu thứ 5, Little Broken Hearts, được phát hành vào ngày 27-4-2012.
Norah Jones đã giành được 9 Giải Grammy và đứng vị trí thứ 60 trong bảng xếp hạng tạp chí Billboard dành cho các nghệ sĩ từ thập niên 2000 trở lại đây. Trong suốt sự nghiệp của mình, cô đã gặt hát được nhiều giải thưởng và bán được hơn 50 triệu album trên toàn thế giới. Billboard cũng xếp cô vào tốp những nghệ sĩ Jazz hàng đầu từ 2000-2009.

## Thời thơ ấu
Jones được sinh ra tại Geetali Shankar năm 1979 tại Bedford-Stuyvesant, Brooklyn, New York. Cô có mẹ là nhà sản xuất hòa nhạc người Mỹ Sue Jones và cha là nghệ sĩ người Ấn Độ chơi đàn Bengali siltar.
Sau khi cha mẹ cô ly thân vào năm 1986, Shankar cùng sống với mẹ và lớn lên ở Grapevine, Texas. Cô theo học tại trường trung cấp Colleyville và trung học Grapevine trước khi chuyển sang trung học Brooker T. Washington để biểu diễn và sáng tác âm nhạc ở Dallas. Khi ở trường trung học, cô được đứng trong đội văn nghệ của trường. Cô tham gia vào ban nhạc và chọn chơi saxophone alto. Ở tuổi 16, sau khi được sự đồng ý của cha mẹ, cô chính thức lấy nghệ danh là Norah Jones.
Jones luôn bị lôi cuốn bởi âm nhạc của BIll Evans và Billie Holiday cũng như một số nghệ nhân khác. Cô từng nói: "Trước đây mẹ tôi đã từng có bản album thứ tám của Billie Holiday. Tôi đã chọn ra đĩa đơn mà tôi yêu thích và thử chơi lại nó nhiều lần".
Từ khi còn là một đứa trẻ, Jones đã bắt đầu tập hát trong nhà thờ và cô cũng rút ra cho mình những bài học về cách chơi piano và giọng hát. Đến nay cô vẫn giữ thói quen này. Cô coi đó là niềm khích lệ tinh thần cho mình và luôn hiểu được sự cần thiết của các nghi lễ trong nhà thờ nhưng cô cũng không quá chú tâm vào tôn giáo nào.
Cô theo học tại Học viện Nghệ thuật Interlochen trong suốt những năm tháng hè. Khi còn đang học trung học, cô đã thắng giải DownBeat Student Music Awards cho giọng hát Jazz xuất sắc nhất (2 lần vào các năm 1996 và 1997) và nghệ sĩ sáng tác xuất sắc nhất (1996).
Sau đó Jones tiếp tục theo học tại trường Đại học Bắc Texas (UNT), nơi cô theo học chuyên ngành piano Jazz và tập hát cùng các nghệ sĩ jazz tại đây. Trong thời gian này, cô đã có cơ hội gặp mặt lần đầu tiên cộng tác viên tương lai của mình Jesse Harris. Cô đã chuyển tới chơi cho ban nhạc của các bạn Harris tại trường đại học. Jesse lúc đó đang ở trên một chuyến đi xuyên quốc gia với người bạn và là thành viên tương lai của Little Willies, Richard Julian, và đã ghé qua xem ban nhạc của Jones biểu diễn. Sau khi gặp Jones, anh đã gửi cho cô một danh sách những bài hát hay của mình.
Năm 1999 Jones chuyển từ Texas đến Thành phố New York. Chưa đầy một năm sau cô bắt đầu tham gia ban nhạc cùng với Harris, và các bản thu âm của họ luôn thuộc hàng bán chạy nhất.

## Sự nghiệp âm nhạc

### 2001- 2004:First SessionsvàCome Away with Me

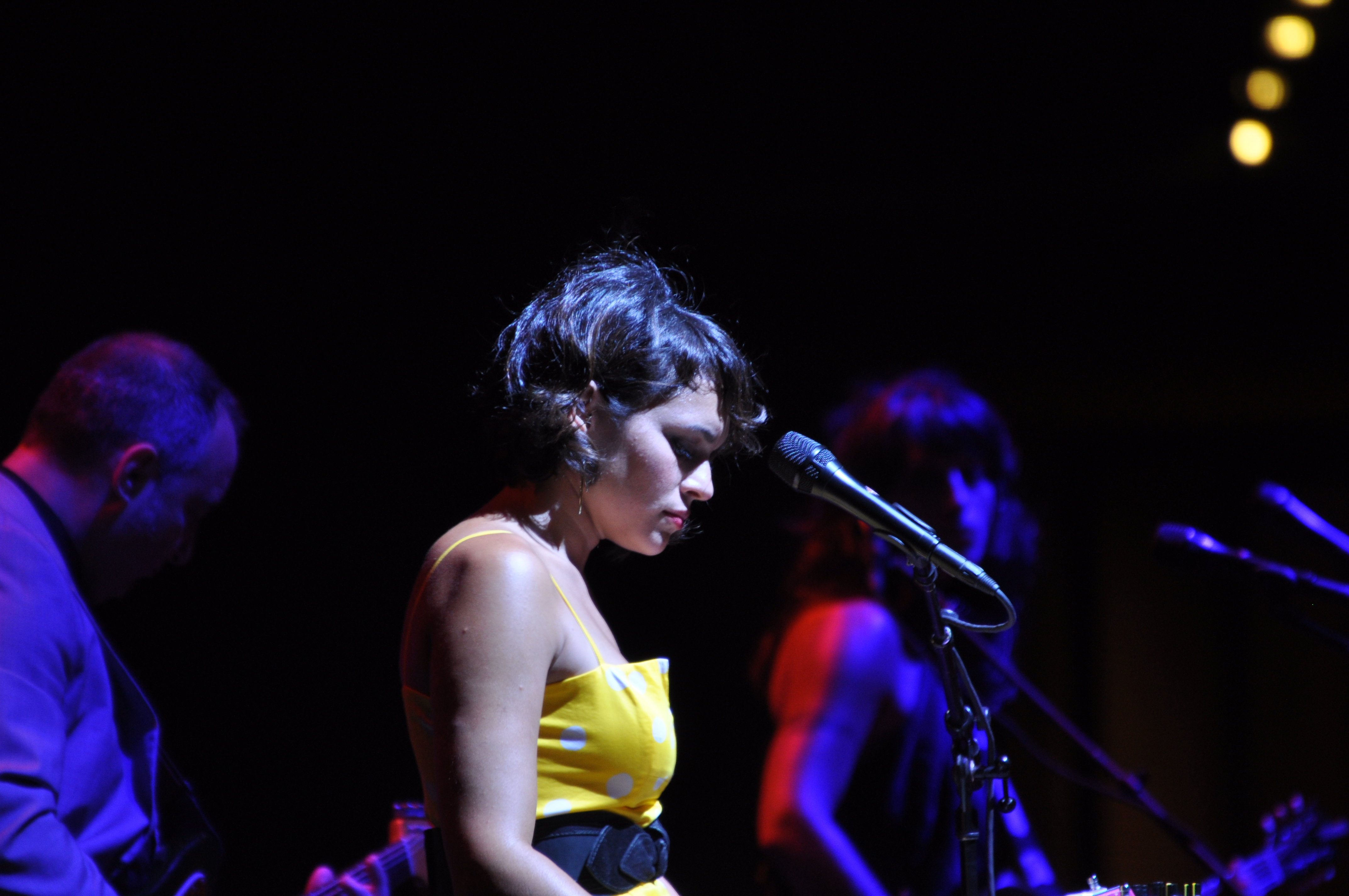
Jones biểu diễn tại Auditorium Parco della Musica, Rome, Ý

Sau khi chuyển đến Thành phố New York, Jones đã ký hợp đồng với Blue Note, một nhãn hiệu thuộc sở hữu của tập đoàn EMI Group. Quyết định ký kết hợp đồng là kết quả gián tiếp của việc Jones hợp tác hát đệm cho ca sĩ - nhạc sĩ Victoria Williams. Shell White, vợ của nhà sản xuất Williams JC Hopkins hiện đang làm việc tại cơ quan bản quyền của Blue Note đã đưa 3 bài hát thử nghiệm đến chủ tịch của hãng Bruce Lundvall và người kiểm tra của hãng Brian Bacchus. Ba bài hát thu thử gồm 2 bài hát thu thử đúng tiêu chuẩn của Jones và một bài hát của Jesse Harris. Lundvall và Bacchus đã lập tức đồng ý khi phát hiện ra tiềm năng lớn của Jones. Bacchus nói với HitQuarters: "Chúng tôi sẽ để cô ấy tự lựa chọn hướng đi riêng của mình... Chúng tôi biết rằng nếu cô ấy có thể phát triển tài năng sáng tác của mình, chúng ta sẽ được thưởng thức những bài hát tuyệt hay trong tương lai không xa".
Sau đó Jones đã bắt đầu hợp tác lần đầu tiên với nhà sản xuất và thiết kế âm nhạc giàu kinh nghiệm Jay Newland. Bacchus nghĩ rằng kinh nghiệm của Jay trong các thể loại nhạc đa dạng như jazz, blue, rock, đồng quê và folk sẽ là "một sự kết hợp tuyệt vời cho sáng tác của Jones". Họ cùng nhau cắt giảm 9 bài hát thu thử, trong đó 6 bài hát sẽ được đưa vào album First Sessions do hãng Blue Note phát hành, các bài còn lại sẽ được đưa vào album đầu tay của riêng cô. First Sessions được phát hành chính thức vào năm 2001.
Jones đã từng là một ca sĩ lounge trước khi trở thành một nghệ sĩ thu âm. Trước khi phát hành album đầu tay, cô đã từng biểu diễn với Wax Poetic, Peter Malick và tay guitar jazz Charlie Hunter.
Album đầu tay của cô phát hành tháng 2 năm 2002, Come Away with Me, là sự kết hợp một loại âm nhạc êm dịu, một chút âm hưởng Pop và chủ đạo là nhạc Jazz. Ra mắt ở vị trí thứ 139, album đã tiến tới đạt vị trí quán quân trên bảng xếp hạng Billboard 200. Đĩa đơn "Don't Know Why" cũng đạt quán quân trên Top 40 Adult Recurrents năm 2003 và đứng thứ 30 trên bảng xếp hạng Billboard Hot 100.
Năm 2003, cô đoạt 5 giải Grammy bao gồm: Nghệ sĩ mới xuất sắc nhất, Album của năm và Album giọng Pop xuất sắc nhất; Thu âm của năm và Trình diễn giọng Pop nữ xuất sắc nhất cho ca khúc "Don't Know Why" tại lễ trao Giải Grammy lần thứ 45. Điều đó đã khiến cô trở thành một trong những nữ nghệ sĩ giành được nhiều Giải Grammy nhất chỉ trong một đêm (cùng Lauryn Hill và Alicia Keys). Đêm đó, Jesse Harris đã nhận Giải Grammy cho Bài hát của năm cho ca khúc "Don't Know Why", Arif Mardin giành giải Sản xuất của năm cho album Come Away with Me, album cũng nhận được Giải Grammy cho Album Engineered, Non-Classical xuất sắc nhất.
Album trên đã được chứng nhận đĩa bạch kim của Hiệp hội Công nghiệp ghi âm Hoa Kỳ vào 22 tháng 8 năm 2002, và sau đó cũng được chứng nhận kim cương vào 15 tháng 2 năm 2005.

## Danh sách đĩa hát
- 2002: Come Away with Me
- 2004: Feels like Home
- 2007: Not Too Late
- 2009: The Fall
- 2012: ...Little Broken Hearts

### DVD
- 2003 - Live in New Orleans
- 2004 - Live in 2004
- 2008 - Live from Austin, TX

### EP
- 2001: First Sessions

### Lưu diễn
- 2002/2003: Come Away with Me Tour
- 2004/2005: Feels like Home Tour
- 2007/2008: Not Too Late Tour